# Yakshini

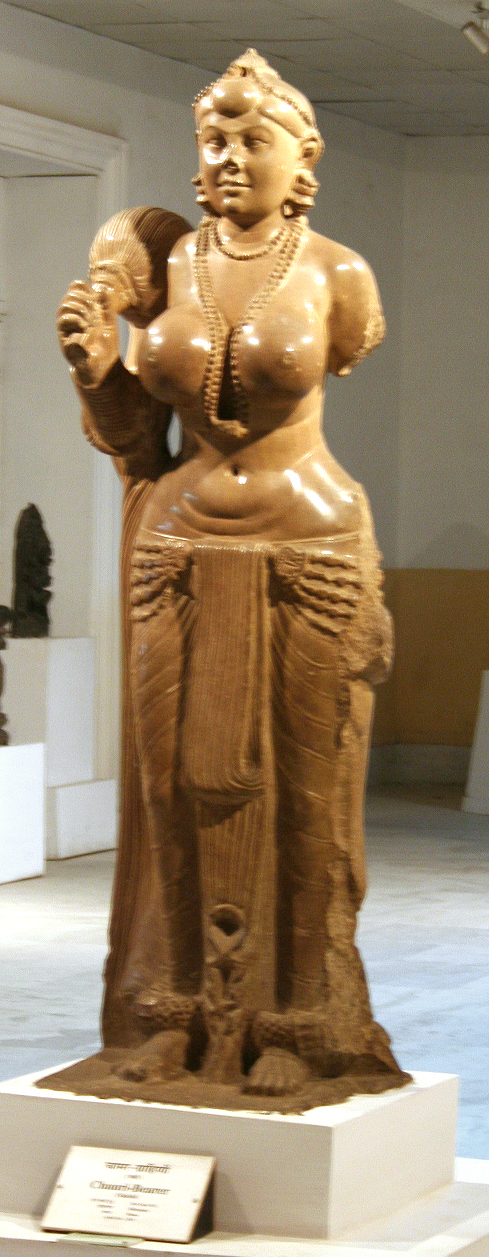
En yakshini från 300-talet f. Kr. som förvaras vid museet i Patna i den indiska delstaten Bihar.

Yakshini, (sanskrit याक्षिणि), är kvinnliga, övernaturliga väsen inom hinduisk, buddhistisk och jainistisk mytologi. Motsvarande manliga väsen kallas yaksha.

## Beskrivning
Både yakshinis och yakshas betjänar Kubera, den hinduiska välfärdens gudom, som regerar i det mytiska kungadömet Alaka.
I Uddamareshvara Tantra beskrivs 36 yakshinis. En liknande uppräkning av yakshas och yakshinis finns i Tantraraja Tantra.

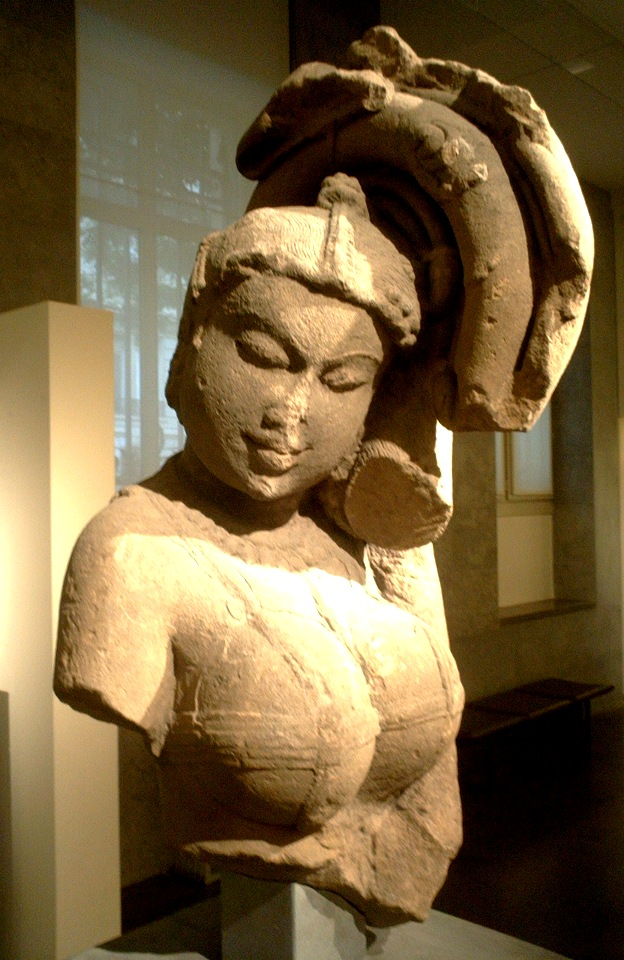
En yakshini från 900-talet, Guimet-museet i Mathura, i den indiska delstaten Uttar Pradesh.

## Lista över yakshinis
Följande 36 yakshinis räknas upp i Uddamareshvara Tantra:

1. Vichitra
2. Vibhrama
3. Hamsi
4. Bhishani
5. Janaranjika
6. Vishala
7. Kamadeva ellerMadhana
8. Ghanta
9. Kalakarni
10. Mahabhaya
11. Sachi eller Mahendri
12. Shankhini
13. Chandri
14. Shmashana
15. Vatayakshini
16. Mekhala
17. Vikala
18. Lakshmi
19. Malini
20. Shatapatrika
21. Sulochana
22. Shobha
23. Kapalini
24. Varayakshini
25. Nati
26. Kameshvari
27. Okänt namn
28. Okänt namn
29. Manohara
30. Pramoda
31. Anuragini
32. Nakhakeshi
33. Bhamini
34. Lakshmi eller Padmini
35. Svarnavati
36. Ratipriya

## Yakshis inom jainismen
I jainismen räknas antalet yakshis till 24.

1. Chakreshvari
2. Rohini, Ajitbala
3. Prajnapti, Duritari
4. Vajrashrankhala, Kālī
5. Vajrankusha, Mahakali
6. Manovega, Shyama
7. Kali, Shantadurga
8. Jwalamalini, Bhrikuti
9. Mahakali, Sutaraka
10. Manavi, Ashoka
11. Gauri, Manavi
12. Gandhari, Chanda
13. Vairoti, Vidita
14. Anantamati, Ankusha
15. Manasi, Kandarpa
16. Mahamansi, Nirvani
17. Jaya, Bala
18. Taradevi, Dharini
19. Vijaya, Dharanpriya
20. Aparajita, Nardatta
21. Bahurupini, Gandhari
22. Ambika eller Kushmandini
23. Padmavati
24. Siddhayika